# Region Dalarna

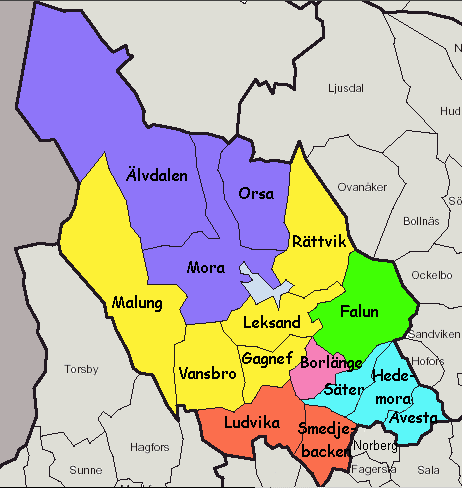
Dalarnas läns valkretsar vid val till Landstingsfullmäktige.

Region Dalarna, tidigare Landstinget Dalarna och  Dalarnas läns landsting, 1863-1996 Kopparbergs läns landsting, är en region för Dalarnas län, vilket har 286 546 invånare. Region Dalarna ansvarar, som alla regioner främst för hälso- och sjukvård. Förutom hälso-, tand- och sjukvård, har regionen även ett ansvar för den regionala utvecklingen i länet och regionen. Regionen står också för allmänna kommunikationer mellan länets kommuner och bedriver även kulturell verksamhet.

## Namnbyte och utökat ansvar
Den 1 januari 2019 bytte Landstinget Dalarna namn till Region Dalarna. Utöver landstingets tidigare verksamhet (som särskilt omfattar sjukvård i Dalarnas län, Dalatrafik, och kultur) kommer regionen ha ansvar för fysisk planering och utveckling av infrastruktur i Dalarnas län.

## Regionens ansvar

### Sjukhus
Regionens sjukhus ligger i Avesta, Borlänge, Falun, Ludvika, Mora och Skönvik (Säter). Det sistnämnda är en rättspsykiatrisk klinik och endast sjukhusen i Mora och Falun är akutsjukhus. 

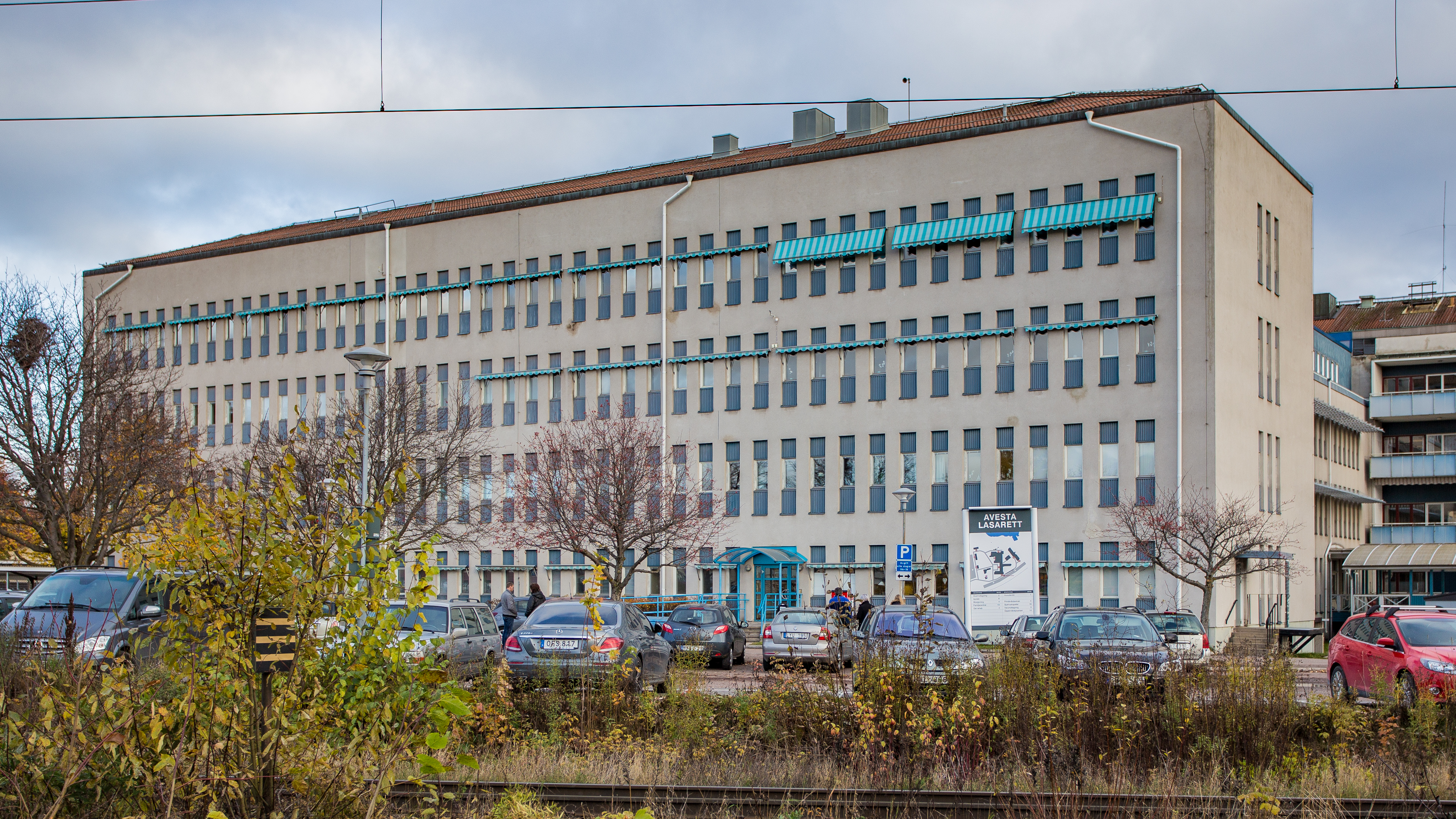
Avesta lasarett
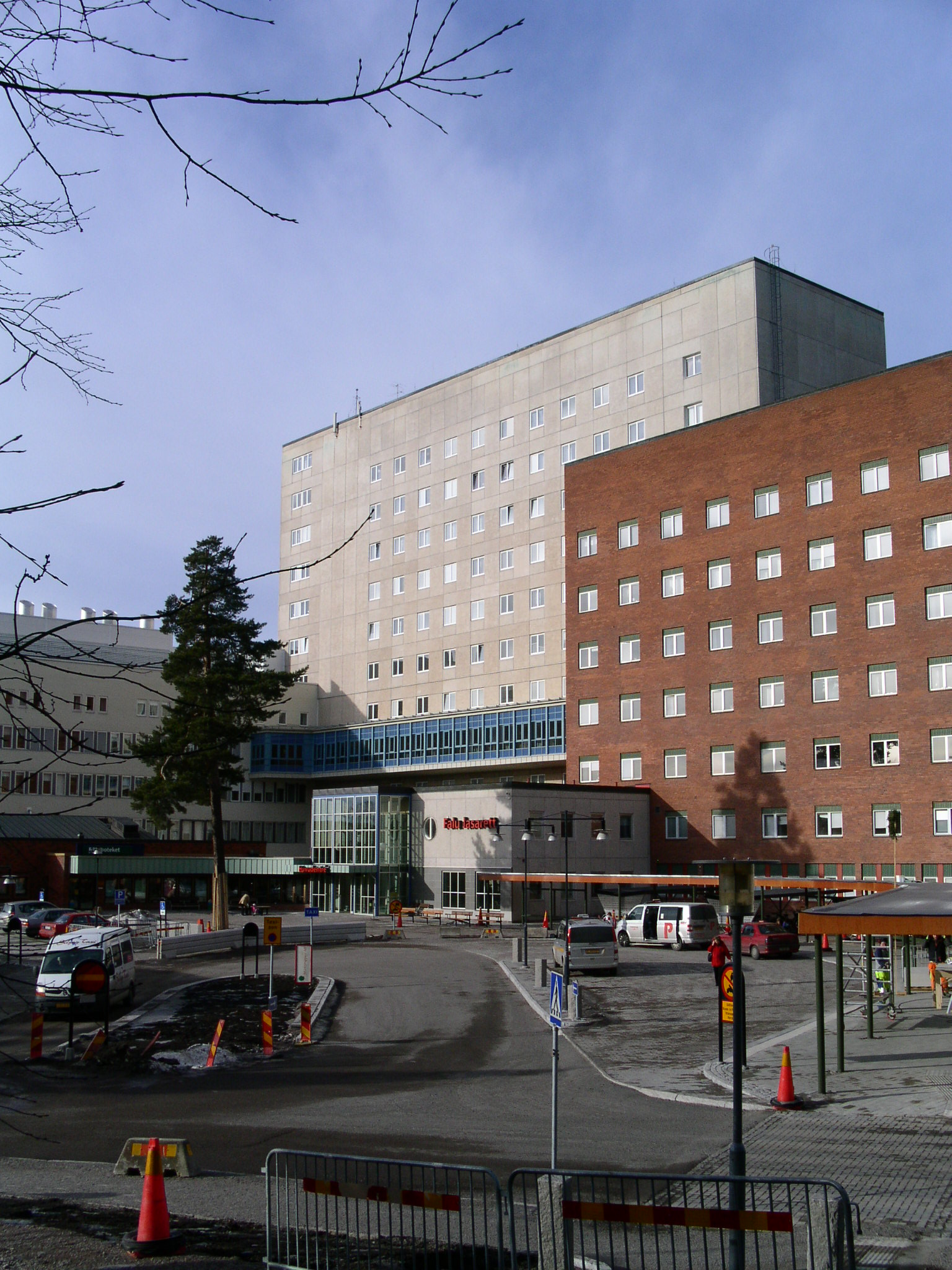
Falu lasarett
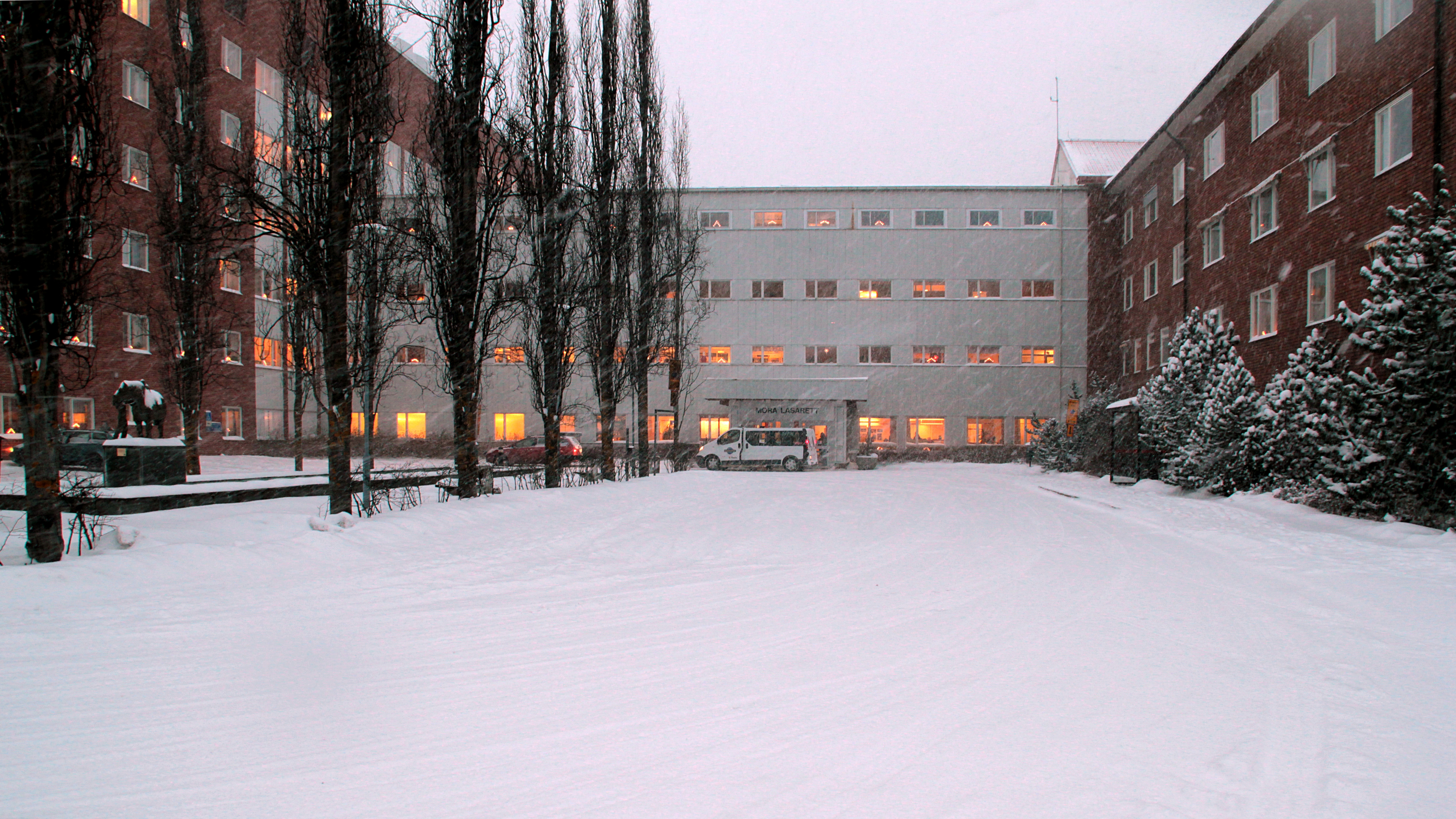
Mora lasarett
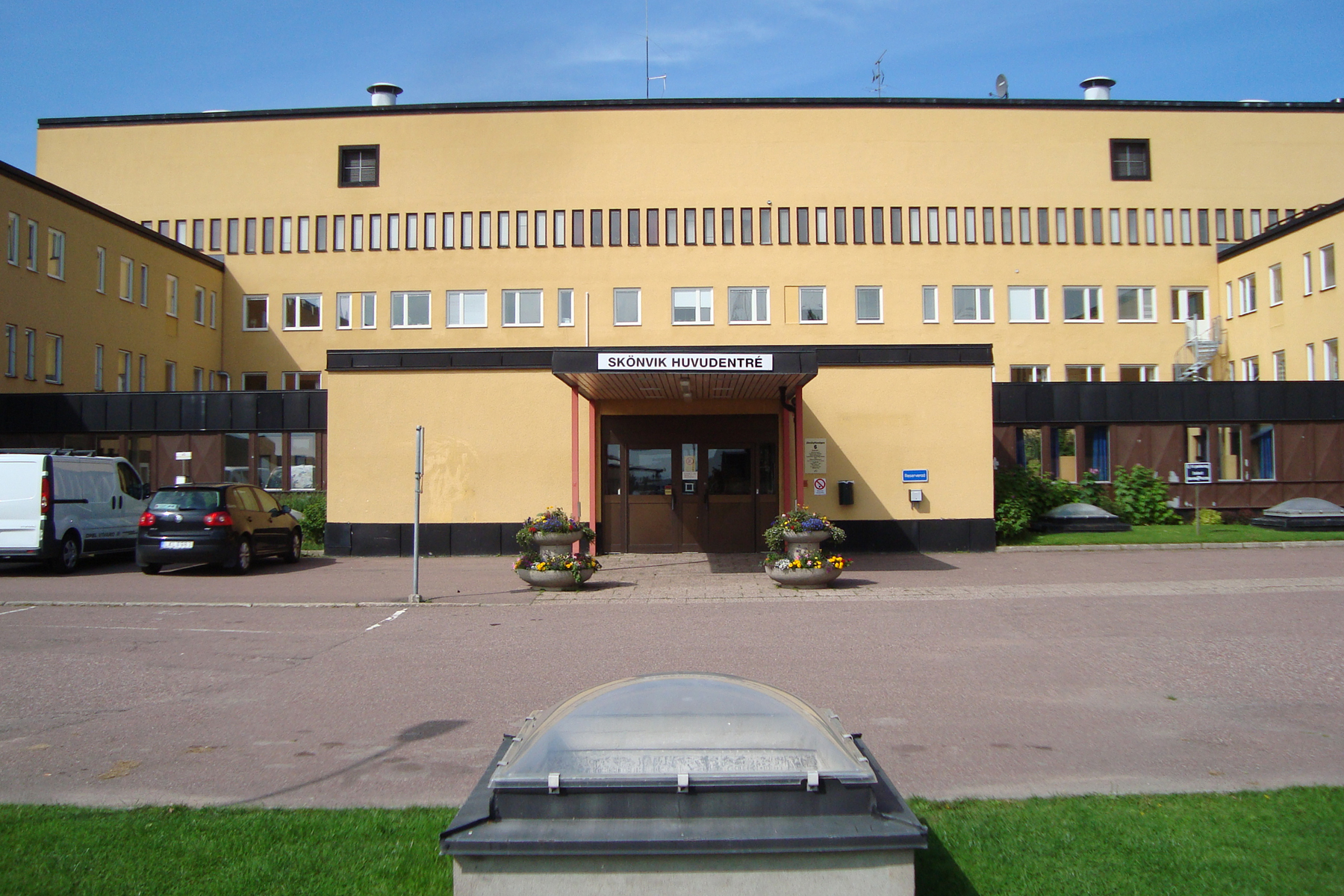
Säters sjukhus med Rättspsykiatriska kliniken i Säter

### Länstrafik
Dalatrafik är Dalarnas trafikhuvudman för regional kollektivtrafik och är en förvaltning inom Region Dalarna.

### Utbildning
- Högskolan Dalarna i Falun och Borlänge
- Älvdalens Utbildningscentrum
- Naturbruksgymnasiet i Rättvik
- Musikkonservatoriet i Falun
- Fornby folkhögskola i Borlänge
- Sjöviks folkhögskola utanför Avesta
- Mora folkhögskola
- Malungs folkhögskola

### Kultur
- Dalarnas länsarkiv
- Dalarnas museum
- Länsbibliotek Dalarna
- Dalateatern

## Politik
Region Dalarna är, som alla regioner, en politiskt styrd organisation med regionfullmäktige som högsta beslutande organ. Regionstyrelsen har det verkställande politiska ansvaret och bereder ärenden som behandlas i regionfullmäktige.

### Regionstyrelsens ordförande
| Namn              | Från | TIll | Politisk tillhörighet |
| ----------------- | ---- | ---- | --------------------- |
| Alf Johansson     | 2002 | 2009 | Socialdemokraterna    |
| Inga-Lill Persson | 2009 | 2016 | Socialdemokraterna    |
| Gunnar Barke      | 2016 | 2018 | Socialdemokraterna    |
| Ulf Berg          | 2018 | 2022 | Moderaterna           |
| Elin Norén        | 2022 |      | Socialdemokraterna    |

### Regionfullmäktige 2022–2026
| Ordförande | Ordförande   | Vice ordförande | Vice ordförande | Andre vice ordförande | Andre vice ordförande |       |
| ---------- | ------------ | --------------- | --------------- | --------------------- | --------------------- | ----- |
| S          | Jörgen Norén | M               | Mikael Rosén    | KD                    | Torsten Larsson       | [ 3 ] |

### Regionstyrelsen 2022–2026
| Ordförande | Ordförande | Förste vice ordförande | Förste vice ordförande | Andre vice ordförande | Andre vice ordförande |       |
| ---------- | ---------- | ---------------------- | ---------------------- | --------------------- | --------------------- | ----- |
| S          | Elin Norén | C                      | Sofia Jarl             | M                     | Björn Ljungqvist      | [ 4 ] |

### Nämnd- och styrelsepresidier[5]
| Nämnder och styrelser        | Ordförande | Ordförande         | Förste vice ordförande | Förste vice ordförande | Andre vice ordförande | Andre vice ordförande |
| ---------------------------- | ---------- | ------------------ | ---------------------- | ---------------------- | --------------------- | --------------------- |
| Fastighetsberedningen        | S          | Jörgen Norén       | KD                     | Veronica Zetterberg    | M                     | Mikael Östling        |
| Hälso- och sjukvårdsnämnden  | C          | Sofia Jarl         | S                      | Sebastian Karlberg     | M                     | Ulf Berg              |
| Kollektivtrafiknämnden       | S          | Abbe Ronsten       | KD                     | Jonas Hillerström      | V                     | David Örnberg         |
| Kultur- och bildningsnämnden | C          | Hans Johansson     | S                      | Susanne Norberg        | M                     | Joakim Larsson        |
| Patientnämnden               | DSP        | Tatiana Krigsman   | S                      | Liv Lunde Andersson    | M                     | Kerstin Borg          |
| Regionala utvecklingsnämnden | KD         | Birgitta Sacrédeus | S                      | Jan Bohman             | M                     | Ulrik Bergman         |
| Servicenämnden               | S          | Sebastian Karlberg | C                      | Agneta Ängsås          | M                     | Gunilla Franklin      |
| Tandvårdsnämnden             | S          | Mari Rustad        | DSP                    | Ingvar "Nille" Nilima  | M                     | Göran Forsén          |

### Regionledning[6]
| Titel     | Namn | Namn                 | Titel          | Namn | Namn              |
| --------- | ---- | -------------------- | -------------- | ---- | ----------------- |
| Regionråd | S    | Elin Norén           | Oppositionsråd | M    | Christer Carlsson |
| Regionråd | S    | Sebastian Karlberg   | Oppositionsråd | M    | Ulf Berg          |
| Regionråd | S    | Abbe Ronsten         | Oppositionsråd | SD   | Per-Ola Ahlström  |
| Regionråd | C    | Sofia Jarl           | Oppositionsråd | SD   | Kent Ekeroth      |
| Regionråd | KD   | Birgitta Sacrédeus   | Oppositionsråd | V    | Patrik Liljeglöd  |
| Regionråd | DSP  | Lisbet Mörk-Amnelius |                |      |                   |

### Mandatfördelning i valen 1912–1966
| 12 | 19 | 25 |

| 16 | 22 | 15 |

| 21 | 13 | 23 |

| 5 | 21 |  | 15 | 13 |

| 9 | 17 | 11 | 17 |  |

| 55 |

| 5 | 20 |  | 9 | 14 | 6 |

| 56 |

|  | 27 | 4 | 15 | 8 |

| 55 |

| 29 | 4 | 11 | 10 |

| 54 |

| 29 |  | 5 | 10 | 8 |

| 54 |

| 34 | 5 | 9 | 5 |

| 53 |

| 32 | 8 | 8 | 4 |

| 52 |

|  | 30 | 9 | 12 |  |

| 53 |

| 35 | 9 | 12 |  |

| 54 |

|  | 38 | 9 | 14 | 6 |

| 64 |

| 39 | 10 | 10 | 11 |

| 64 |

| 43 | 12 | 12 | 6 |

| 67 |

| 3 | 35 | 17 | 10 | 6 |

### Mandatfördelning i valen 1970–2022
|  | 40 | 19 | 9 |  |

| 63 |

|  | 38 | 23 |  | 4 |

| 55 | 12 |

| 4 | 40 | 24 | 7 | 8 |

| 67 | 16 |

| 4 | 41 | 20 | 7 | 11 |

| 60 | 23 |

| 4 | 44 | 17 | 4 | 14 |

| 62 | 21 |

| 4 | 42 | 14 | 9 | 14 |

| 60 | 23 |

| 5 | 40 | 5 | 14 | 9 | 10 |

| 54 | 29 |

| 4 | 35 |  | 13 | 8 | 5 | 15 |

| 53 | 30 |

| 6 | 40 | 5 | 10 | 5 |  | 14 |

| 46 | 37 |

| 11 | 33 | 4 | 8 | 4 | 8 | 15 |

| 46 | 37 |

| 8 | 37 |  | 10 | 7 | 6 | 12 |

| 46 | 37 |

| 5 | 33 |  |  | 11 | 5 | 5 | 18 |

| 46 | 37 |

| 5 | 33 | 4 | 4 |  | 8 | 4 | 4 | 18 |

| 45 | 38 |

| 6 | 29 | 4 | 8 | 4 | 10 |  |  | 16 |

| 42 | 41 |

| 6 | 24 |  | 10 | 6 | 9 |  | 6 | 16 |

| 47 | 36 |

| 6 | 29 | 14 | 5 | 7 | 6 | 16 |

| 47 | 36 |

### Majoriteter
| Mandatperiod   | Partier                                                                                           | Antal mandat |
| -------------- | ------------------------------------------------------------------------------------------------- | ------------ |
| 1994 till 1998 | Socialdemokraterna, Centerpartiet                                                                 | 50 av 83     |
| 1998 till 2002 | Socialdemokraterna, Vänsterpartiet                                                                | 44 av 83     |
| 2002 till 2006 | Socialdemokraterna, Vänsterpartiet (minoritet)                                                    | 38 av 83     |
| 2006 till 2010 | Socialdemokraterna, Vänsterpartiet                                                                | 42 av 83     |
| 2010 till 2014 | Socialdemokraterna, Vänsterpartiet, Miljöpartiet                                                  | 42 av 83     |
| 2014 till 2018 | Socialdemokraterna, Vänsterpartiet, Miljöpartiet (minoritet)                                      | 39 av 83     |
| 2018 till 2022 | Moderaterna, Centerpartiet, Kristdemokraterna, Dalarnas Sjukvårdsparti, Miljöpartiet, Liberalerna | 43 av 83     |
| 2022 till 2026 | Socialdemokraterna, Centerpartiet, Kristdemokraterna, Dalarnas Sjukvårdsparti                     | 47 av 83     |

### Kommuner
- Avesta kommun
- Borlänge kommun
- Falu kommun
- Gagnefs kommun
- Hedemora kommun
- Leksands kommun
- Ludvika kommun
- Malung-Sälens kommun
- Mora kommun
- Orsa kommun
- Rättviks kommun
- Smedjebackens kommun
- Säters kommun
- Vansbro kommun
- Älvdalens kommun